# Shape (singel)
Shape – piosenka wydana jako czwarty i ostatni singel zespołu Sugababes z ich drugiego studyjnego albumu Angels with Dirty Faces. Wydany w marcu 2003 roku, zadebiutował na #11 brytyjskiej listy przebojów.

## Lista utworów
1. Shape – (Radio Mix) – 4:11
2. Killer – 4:00
3. Freak Like Me (Brits 2003 version) – 5:58
4. Shape (video) – 4:11

### Shape CD 2
1. Shape – 4:11
2. Shape (Salaam Remi Remix) – 4:11
3. Shape (Double R Remix Featuring Romeo) – 3:50
4. Shape (D-Bop's Vocal Breakdown Mix) – 7:40